# Amore e inganni
Amore e inganni (Love & Friendship) è un film del 2016 diretto da Whit Stillman. Il film è liberamente ispirato all'opera minore Lady Susan di Jane Austen. A fronte di un budget di 3 milioni di dollari ne ha incassati circa 19 tra Stati Uniti e resto del mondo.

## Titolo
Il film, nei contenuti e nei personaggi, è, per quanto liberamente, ispirato al romanzo giovanile Lady Susan di Jane Austen; tuttavia il regista ha scelto per la sua opera il titolo di un altro racconto giovanile della Austen, Love & Friendship, noto in Italia col titolo di Amore e amicizia. Whit Stillman ha raccontato le sue scelte in un libro disponibile anche in lingua italiana.

## Trama
La storia è ambientata in Inghilterra alla fine del XVIII secolo: la relativamente giovane e di fresco vedova Lady Susan Vernon si trova in cattive acque economiche: per risollevarsi cerca un ricco partito per la sua unica figlia, Frederica, e un marito ricco per sé. Dopo essere stata costretta ad allontanarsi dalla tenuta di Manwaring a causa del suo flirt con Lord Manwaring, sposato, lei e la sua fidata amica, l'americana Mrs Johnson, si dirigono a Churchill, la casa di campagna di suo cognato (fratello del suo defunto marito), Charles Vernon, e di sua moglie Catherine Vernon (nata DeCourcy).
Catherine e il fratello minore, Reginald DeCourcy, sono a conoscenza della cattiva reputazione di Lady Susan. Ciononostante, Reginald si ritrova a subire il fascino di Lady Susan, al punto che suo il padre, Sir Reginald DeCourcy, deve intervenire per metterlo in guardia al fine di non compromettere il buon nome della famiglia.
La figlia di Lady Susan, Frederica, che ha frequentato un collegio che la madre non può permettersi, scappa e viene espulsa. Frederica arriva a Churchill seguita da Sir James Martin, che è tanto ricco quanto ebete. Frederica confida a Reginald che non vuole sposare Sir James a causa della sua stupidità, ma teme la determinazione della madre risoluta a farla sposare con lui. Mosso a compassione, Reginald decide di occuparsi del caso di Frederica affrontando Lady Susan e, dopo il loro confronto, decide di partire da Churchill. Tuttavia, Lady Susan riesce ad appianare le cose con lui, benché abbia deciso di punirlo per aver interferito con i suoi piani.
Quando Lady Susan e Reginald sono entrambi a Londra, lei cerca di ritardare il loro matrimonio, dicendo che la società non li approva ancora (presumibilmente perché è molto più anziana). Poi, la relazione di Lady Susan con Lord Manwaring viene svelata quando Lady Manwaring scopre che gli amanti si incontrano in privato, facilitati dall'amica di Lady Susan, la signora Johnson. Lady Manwaring fa appello al suo tutore, il signor Johnson, per affrontarli.
Reginald arriva con una lettera di Lady Susan alla signora Johnson e sente Lady Manwaring piangere. Lei esce con il signor Johnson, che dice di non poterla aiutare, e nella disperazione afferra la lettera che la signora Johnson tiene in mano, riconoscendo la grafia. Insiste che suo marito è con Lady Susan, ma Reginald afferma che l'ha appena lasciata, e lei è "completamente sola" perché anche i servi sono stati licenziati. Lady Manwaring è sospettosa e chiede a un valletto di raccontarle cosa ha visto in casa. Lui dice che, dopo che Reginald e i servi se ne sono andati, ha visto Lord Manwaring arrivare ed entrare in casa.
Lady Manwaring legge la lettera in cui Lady Susan chiede alla sua amica Mrs Johnson di accogliere Reginald nella sua casa e di "tenerlo lì tutta la sera se puoi, Manwaring arriva proprio in questo momento". Reginald se ne va arrabbiato e Mr Johnson rimprovera la moglie per il suo coinvolgimento con Lady Susan (che in seguito dice di lui che è "troppo vecchio per essere governabile e troppo giovane per morire").
Dopo aver mancato per un pelo la partenza di Lord Manwaring, Reginald affronta Lady Susan, che afferma che dopotutto non possono sposarsi perché dubita della sua parola e non può fidarsi di lei.
Reginald torna a casa della sorella Catherine. Lady Susan sposa Sir James, e Reginald si innamora di Frederica, e i due si sposano presto. Più tardi, Sir James confida alla signora Johnson la sua gioia per la prospettiva di diventare padre, essendo stato informato il giorno dopo il suo matrimonio che la sua nuova moglie è incinta.
Sir James continua parlando con affetto del suo nuovo amico e ospite di lunga data, Lord Manwaring, invitato da Lady Susan e con il quale condivide la passione per la caccia.